# 얄다
얄다 또는 샵 에 얄다(페르시아어: شب یلدا)는 12월에 열리는 이란의 명절이자 대표적인 전통 축제이기도 하다. 페르시아어로 "샵-에(shab-e)"는 "밤"을 뜻한다.
12월 20일부터 21일까지 열린다.
딸기와 수박, 석류 등 붉은 채소나 과일들로 음식을 만들거나 장식하는데, 붉은색은 뜨거움, 따뜻함을 상징하는데, 따뜻한 색으로 추운 날씨를 극복하기 위해서라고 한다.
이란을 포함하여, 아제르바이잔, 타지키스탄, 아프가니스탄, 쿠르드족, 발루치족, 튀르키예(튀르키예의 쿠르드족 등) 등 이란의 주변 국가들도 이 행사를 한다. 그 외에도 미국과 유럽, 호주, 캐나다 등 해외의 페르시아인들도 이 축제를 한다.

## 갤러리

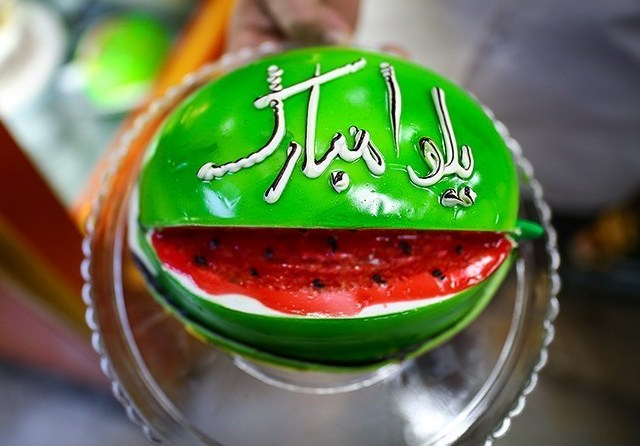
Yaldā Night shopping in Gorgan
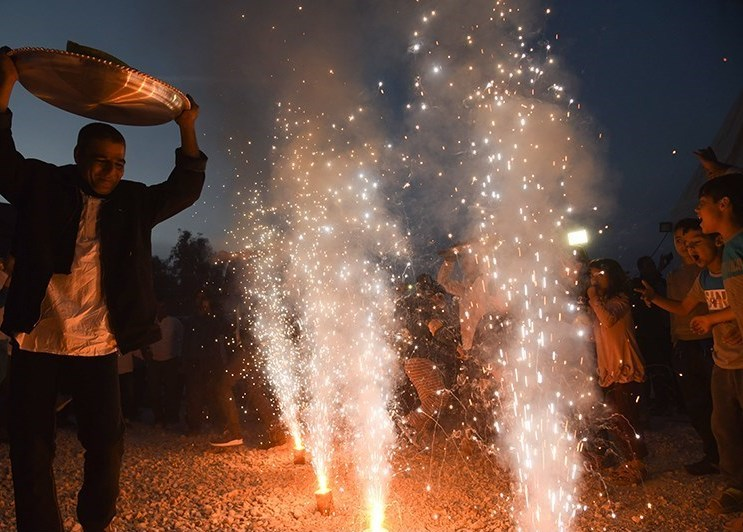
2017 Yaldā Night at Sarpol-e Zahab
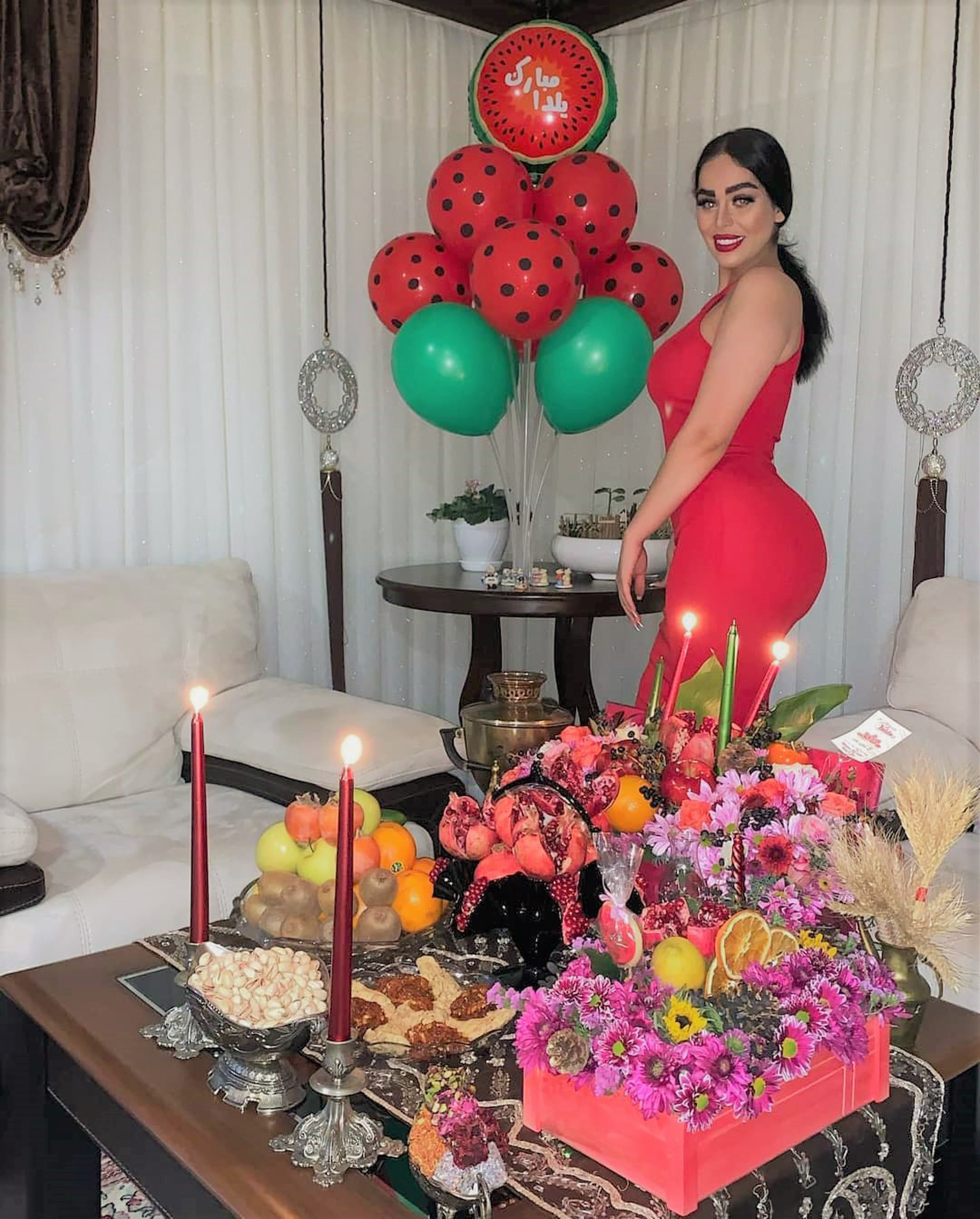
2019 Yaldā Night in Iran
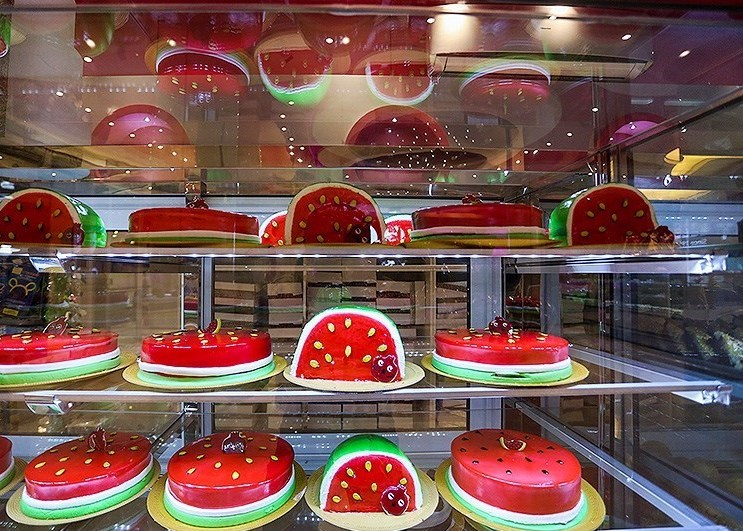
Yaldā Night cakes in Isfahan
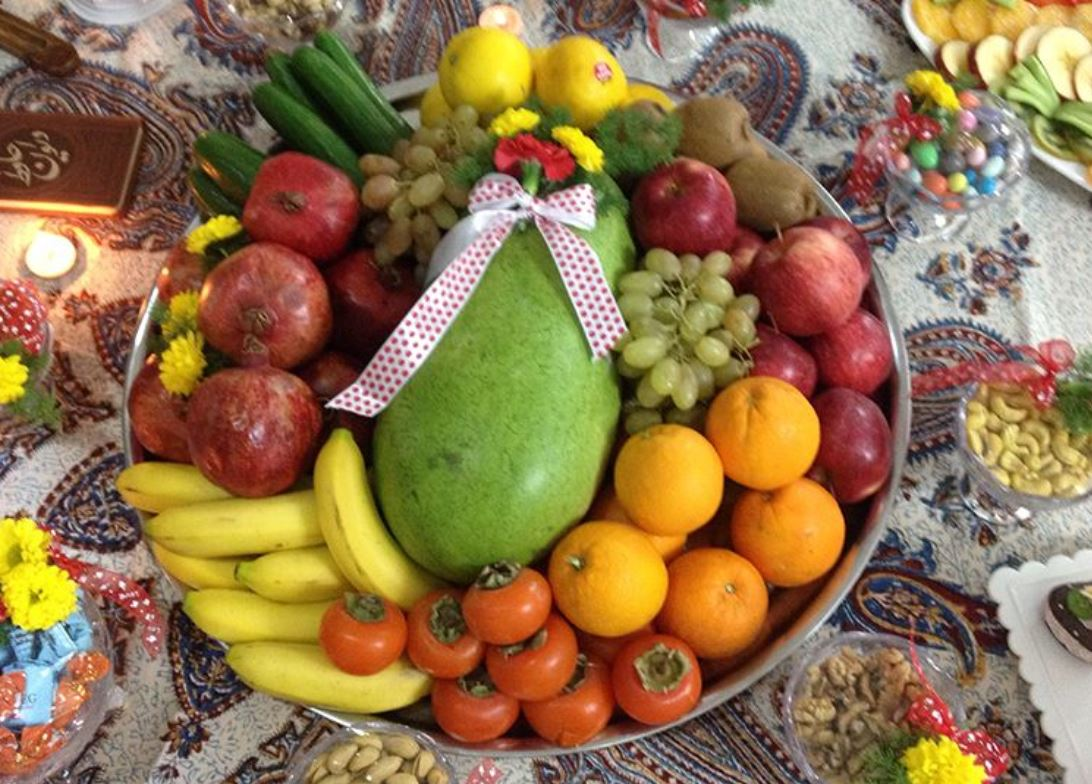
Fruits and Divan of Hafez in Yaldā Night
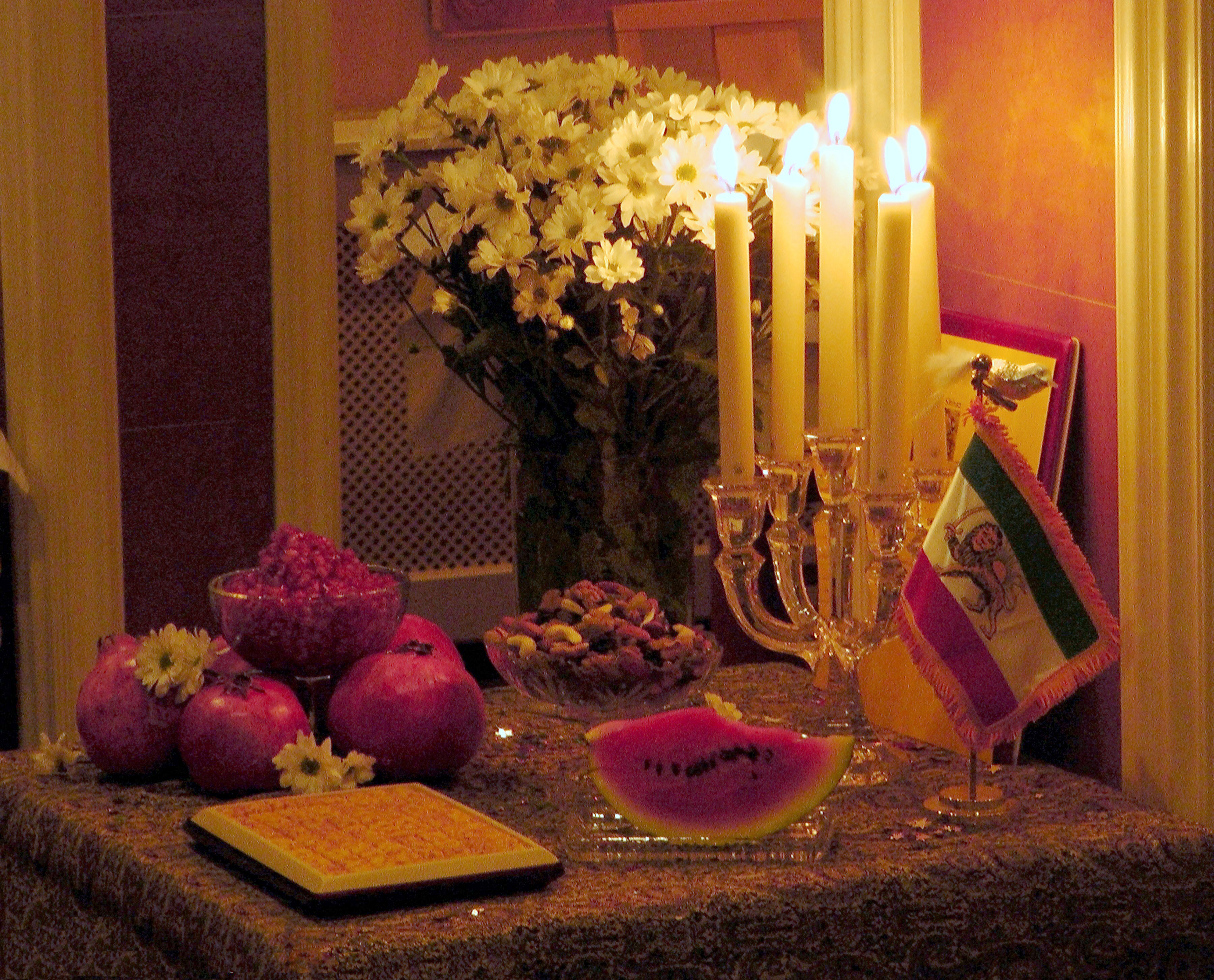
Special ceremony in yalda night zibad
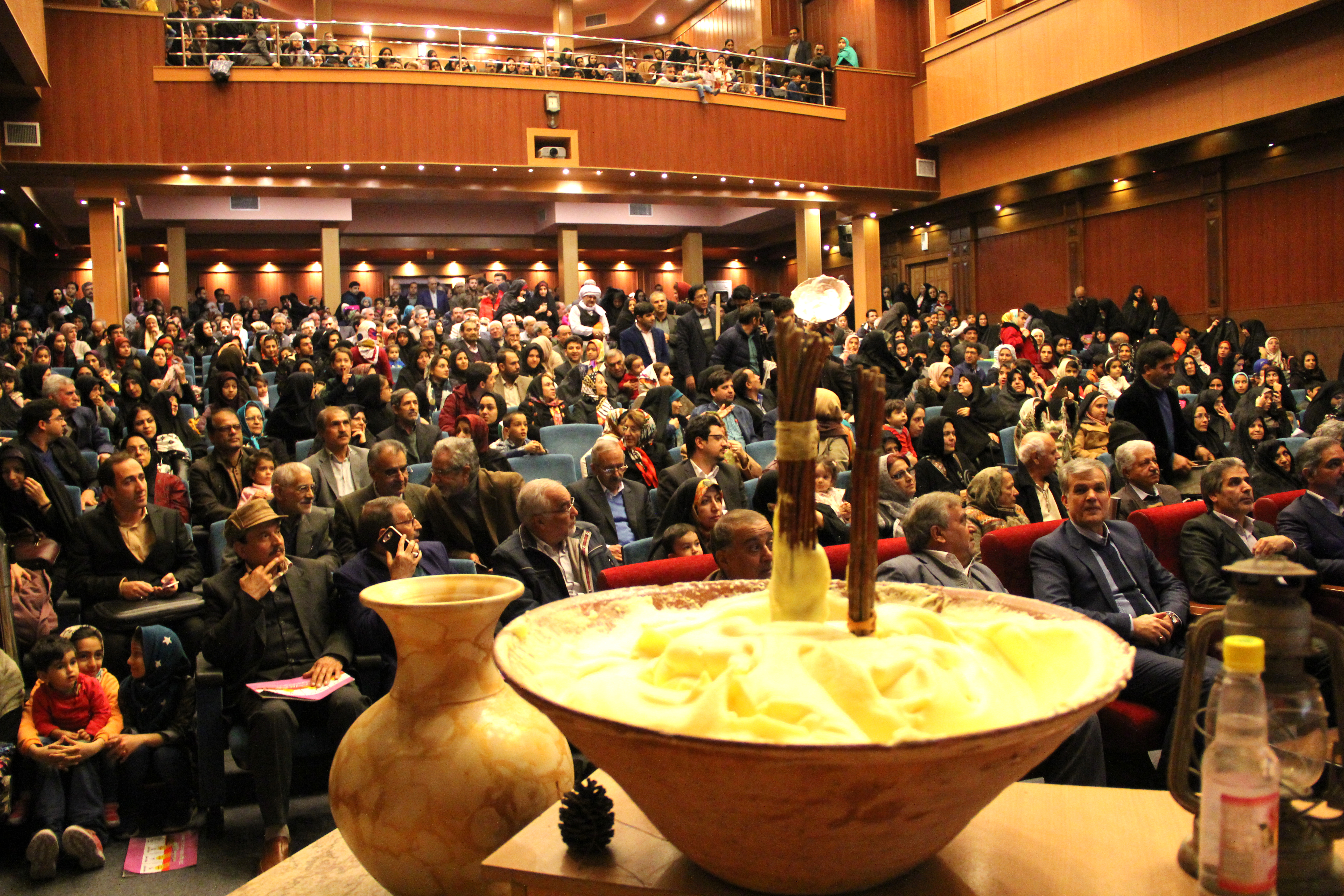
yalda sweets Kafbeekh 2014
yalda sweets Kafbeekh.2014

## 같이 보기
- 동지
- 노루즈